# Sandhi tonal
Le sandhi tonal est un phénomène de sandhi (modification des sons de mots en contact dans un énoncé) qui se produit dans les langues tonales. Il existe dans toutes les langues à tons mais paraît plus répandu dans certaines que dans d'autres.

## En mandarin
1. ↑  Incompatible avec Firefox 23 au 20/09/2013. Site officiel : http://piro.sakura.ne.jp/xul/_rubysupport

En mandarin, le sandhi tonal le plus fréquent concerne le 3e ton.
Premièrement, une syllabe originellement au 3e ton placée devant une autre syllabe au même ton est prononcée comme une syllabe au 2e. Par exemple, l'expression 你好 (« bonjour ») est prononcée dans les faits níhǎo ; normalement, la transcription en pinyin, plus phonologique que phonétique ne le note pas parce que ce sandhi tonal est automatique et non pertinent puisqu'il ne change pas le sens.
Deuxièmement, toute syllabe au 3e située devant une autre syllabe aux autres tons (dont le « ton léger », c'est-à-dire l'absence de ton) est prononcée au « demi-troisième ton », que la transcription ne note pas. Par exemple, dans 好看 (« beau ») et 好吧 (« bien ! »), 好 est prononcé au demi-troisième ton. Dans les faits, le troisième ton ne s'entend que dans des syllabes isolées, une prononciation appliquée mais artificielle ou en fin d'énoncé.
Troisièmement, quelques mots impliquent des règles de sandhi tonal plus complexes (que la transcription n'indique pas non plus). Par exemple, la particule de négation 不 (4e ton) passe au 2e ton devant une autre syllabe au 4e ton : 我不美 (« je ne suis pas beau ») mais 我不大 (transcrit normalement wǒ bù dà ; « je ne suis pas grand »).
Le mot 一 (« un ») est encore plus complexe puisqu'il se prononce :
- yī (1er ton) quand on compte, quand il est isolé et en fin de mot ou d'énoncé ;
- yí (2e ton) devant une syllabe au 4e ton ou devant le spécificatif 个/個 (ton léger mais anciennement syllabe au 4e ton) ;
- yì (4e ton) devant une syllabe aux autres tons.

Encore une fois, le pinyin n'indique aucune de ces modifications.

## En minnan
Le sandhi tonal en minnan (taïwanais, teochew et hainan) est plus complexe. Seule la dernière syllabe d'un énoncé (ou une syllabe isolée) garde son ton d'origine. Tous les autres tons de l'énoncé sont modifiés automatiquement dès qu'ils sont suivis d'une autre syllabe, quel que soit son ton (qui n'entre pas en jeu dans les modifications) et subissent d'autres modifications selon la nature de la coda de la syllabe.
Pour montrer à quel point le sandhi tonal y affecte la signification, considérons la combinaison des morphèmes kiaⁿ (« effrayé ») et lâng (« personne »), qui change de sens selon le ton. Prononcée kiaⁿ7-lâng5, elle signifie « avoir peur des gens » (dans un sens idiomatique, aussi « sale », mais ce sens est davantage utilisé dans la partie sud de Taiwan), et kiaⁿ1-lâng1 se traduit par « effrayant ».

## En cherokee
Le cherokee a un système tonal dont les tons peuvent être combinés de diverses manières selon des règles tonales complexes et subtiles, qui admettent des variantes selon les tribus. Même si ce système tonal se simplifie peu à peu à cause de la prévalence de l'anglais, les tons peuvent encore changer le sens.